# Túnel Zurquí
El túnel Zurquí es un túnel montañoso para vehículos automotores localizado en la ruta 32 de Costa Rica. Atraviesa el Cerro Hondura y posee una longitud de 562 metros, 12 metros de ancho y 10 de alto.

## Historia

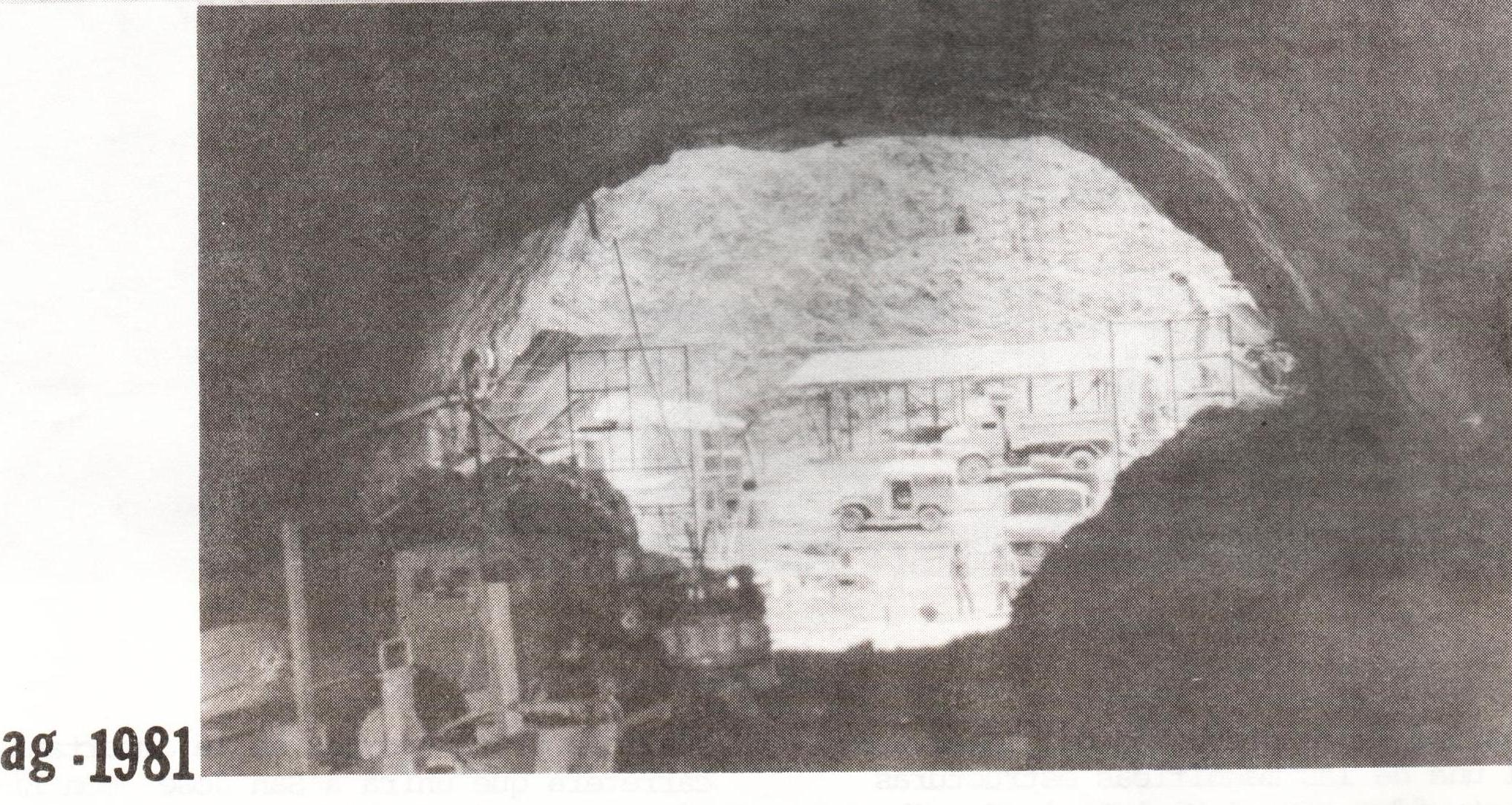
Túnel Zurquí durante su proceso constructivo.

La obra fue construida por la empresa Kier Internacional Limited y tuvo un costo de 190 millones de colones. Para la construcción de esta estructura primero se excavó un túnel piloto de pocos metros de diámetro, para estudiar las capas geológicas y la consistencia del terreno.
La excavación de este túnel fue un éxito para los técnicos costarricenses que participaron en el proyecto, ya que con tecnología costarricense y a costa de muchos esfuerzos, se logró pasar debajo de la montaña. 
Las obras iniciaron el 16 de octubre  de 1979 con la construcción del túnel piloto que atravesó la montaña y se inauguró el 14 de septiembre de 1984, posteriormente se le instaló la iluminación interna.

## Datos relevantes
- Longitud: 562 m
- Ancho: 12 m
- Alto: 10 m
- Vías de paso: Doble vía
- Sobrecarga diaria 3,077 Vehículos
- Sobrecarga máxima: 3,994 Vehículos diarios
- Inicio de la construcción: 1983
- Finalización de la obra 1984 (inauguración)
- Volumen de roca excavada: 1.0 millones de t (0.99 millones de m³)
- Característica: Es el túnel más largo de Costa Rica